# Тайский карри
Тайский карри — название блюд в тайской кухне из различных типов пасты карри; этот термин также может относиться и к самим пастам. Тайское блюдо из карри готовят из пасты карри, кокосового молока или воды, мяса, морепродуктов, овощей или фруктов и трав. Карри в таиландской кухне отличаются от карри в индийской кухне тем, что в тайской используют свежие ингредиенты: травы и ароматические листья.

## Ингредиенты для пасты карри
Тайский карри всегда готовят с добавлением  пасты карри. В эту пасту входят следующие ингредиенты:
- креветочная паста
- перец чили
- лук или лук-шалот
- чеснок
- лимонное сорго
- калган
- корень петрушки

## Приготовление
Карри бывают разных видов. В зависимости от типа карри в пасту могут быть добавлены куркума, перец, семена кориандра, стручки кардамона и тмин, или даже рыба. В давние времена, согласно тайской традиции все ингредиенты измельчали с помощью ступки и пестика, современные тайцы пользуются миксером или блендером, некоторые всё же предпочитают старый способ. Сначала обжаривают пасту в масле, и только потом добавляют в блюдо остальные ингредиенты. Из-за того, что масло достигает более высоких температур, чем кипящая вода, этот метод высвобождает некоторые ароматы из специй, чего нельзя бы было достигнуть с помощью только одного кипячения.